# Grać na nosie

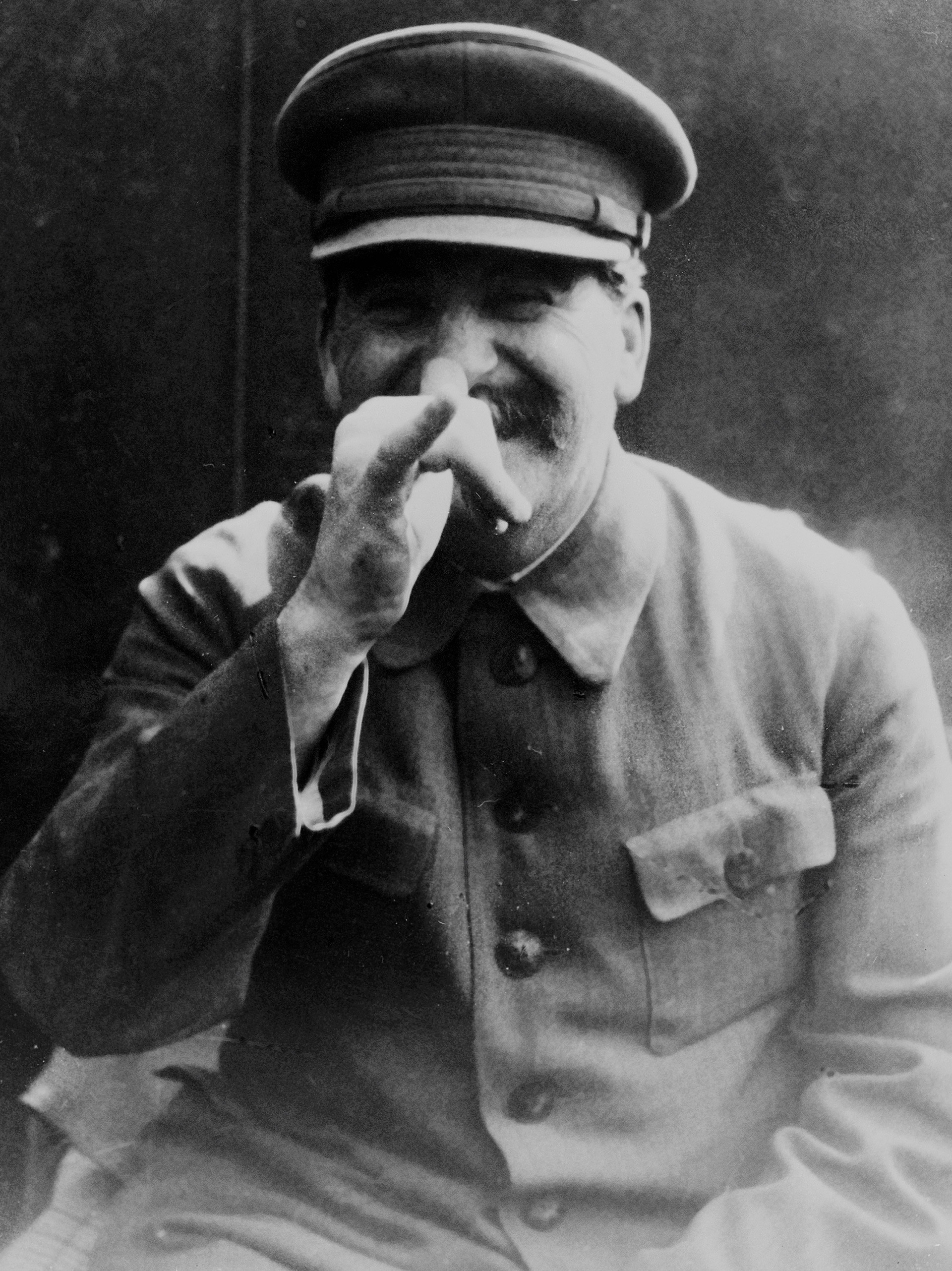
Przywódca ZSRR Józef Stalin wykonuje gest grania na nosie (lata 40. XX wieku)

Grać na nosie – obraźliwy lub żartobliwy gest wyrażający lekceważenie odbiorcy i wyśmiewanie się z niego, wykonywany przez ironicznie uśmiechającego się nadawcę, w celu zademonstrowania swojej przewagi i bezkarności.
Pochodzenie tego gestu sięga co najmniej 500 lat wstecz i jest wspólne dla Europy i Ameryki. Według niektórych wywodzi się z formy powitania, najpierw nieformalnego, a potem prześmiewczego. Dla innych jest to symboliczne przedstawienie groteskowego fallusa lub koguciego grzebienia. 

## Opis
Gest polega na poruszaniu na przemian przed nosem rozchylonymi palcami obydwu dłoni. Kciuk jednej z nich przytknięty jest do czubka nosa, a mały palec – do kciuka drugiej dłoni. Wnętrza dłoni są zwrócone w przeciwne strony, palcami w górę. Ruch ten można też wykonać jedną dłonią.
Gest grania na nosie wykonują zwykle dzieci albo kobiety najczęściej wtedy, gdy od odbiorcy dzieli je kilka metrów. Gest ten występuje jako odpowiedź na czyjąś wypowiedź lub zachowanie.